# 布拉貝克山
布拉貝克山（英語：Mount Brabec），是南極洲的山峰，位於維多利亞地的博克格雷溫克海岸，處於蒙蒂格爾山以北19公里，屬於登山家山脈的一部分，海拔高度2,460米，美國地質調查局根據測量和美國海軍拍攝的空中照片繪入地圖，現時由南極條約體系管理。